# سوپرسانو
سوپرسانو (به ایتالیایی: Supersano) یک کومونه در ایتالیا است که در استان لچه واقع شده‌است.

## خصوصیات
سوپرسانو ۳۶ کیلومترمربع مساحت و ۴٬۵۰۸ نفر جمعیت دارد و ۱۰۵ متر بالاتر از سطح دریا واقع شده‌است.